# Leopoldo VI da Áustria
Leopoldo VI (1176 – 28 de Julho de 1230), cognominado o Glorioso, da Casa de Babenberg, foi Duque da Áustria de 1198 a 1230 e Estíria de 1194 a 1230.

## Vida

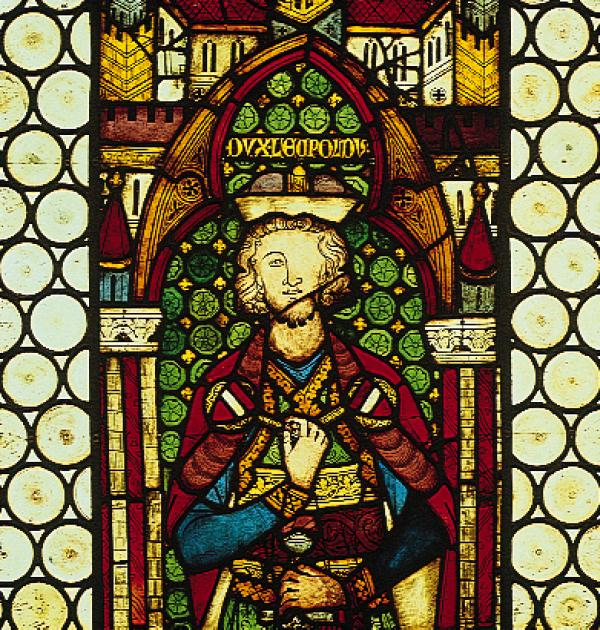
Representação de Leopoldo VI num vitral.

Leopoldo VI era o filho mais novo do Duque Leopoldo V e de  Helena da Hungria (filha de Géza II da Hungria e de Eufrosina de Kiev). Contrariamente ao acordado no Pacto de Georgenberg, o governo dos Babemburgo foi dividido após a morte de Leopoldo V: ao irmão mais velho de Leopoldo VI, Frederico I, foi dado o Ducado da Áustria (correspondentes à moderna Baixa Áustria e Alta Áustria), enquanto que Leopoldo tornou-se Duque da Estíria. Os ducados reunificaram-se com Leopoldo VI, quando Frederico faleceu após quatro anos de governo.
Leopoldo VI participou na Reconquista, em Espanha e em duas cruzadas: a Cruzada albigense em 1212 e na falhada Quinta Cruzada de 1217 a 1221, e—como os seus antecessores—tentou desenvolver as suas terras, fundando mosteiros. A sua fundação mais importante foi Lilienfeld no vale do rio Traisen, na Baixa Áustria, onde foi sepultado, após a sua morte. Além disso, ele apoiou as modernas Ordens mendicantes dos Franciscanos e Dominicanos. Ele elevou Enns a cidade em 1212, e Viena em 1221, cujo território quase duplicou.

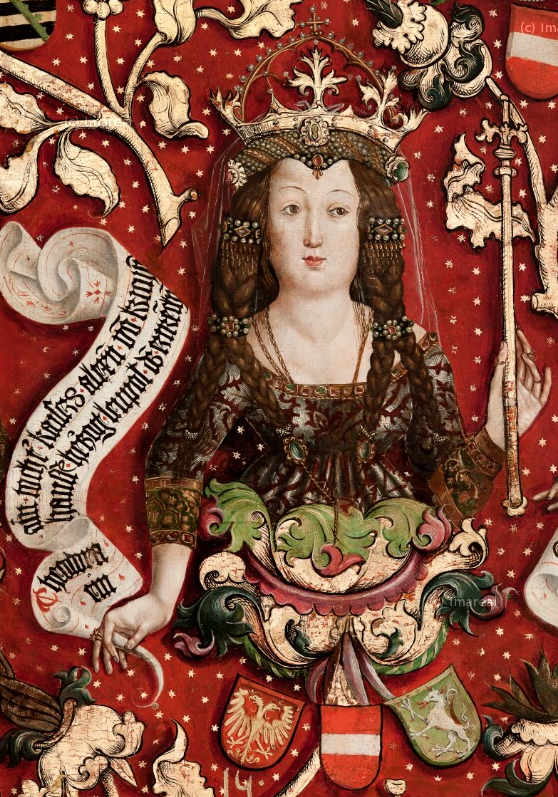
Representação de Teodora Angelina, esposa de Leopoldo VI.

Sob o governo de Leopoldo VI, o estilo gótico começou a chegar à Áustria - a Cappella Speciosa, na residência temporária de Leopoldo, em Klosterneuburg, é conhecida como o primeiro edifício influenciado por este estilo, na área do Danúbio - uma reconstrução desta capela pode ser vista hoje nos jardins do palácio de Laxemburgo.
A Áustria dos Babemburgo atingiu o apogeu do seu prestígio sob o governo de Leopoldo. Algumas evidências deste apogeu são: o seu casamento com a princesa bizantina Teodora Angelina e a tentativa de intervir entre o Sacro Imperador Frederico II e o Papa Gregório IX. Estava a trabalhar nessa intervenção quando faleceu em 1230, em San Germano, Itália.

## Descendência
Leopoldo e Teodora Angelina tiveram 7 filhos:
1. Margarida da Áustria (1204 – 28 de Fevereiro de 1266). Casou-se primeiro com Henrique, o filho mias velho do Sacro Imperador Frederico II, e, quando Henrique faleceu, ela casou-se pela segunda vez, desta vez com Otacar II da Boémia.
2. Inês da Áustria (19 de Fevereiro de 1205 – 29 de Agosto de 1226). Casou-se com Alberto I da Saxónia.
3. Leopoldo da Áustria (1207–1216).
4. Henrique da Áustria (1208 – 28 de Novembro de 1228), Duque de Mödling. Casou-se com Inês da Turíngia; a sua única filha, Gertrude da Áustria, chegou a ser a herdeira da Casa de Babemburgo após a morte do seu tio.
5. Gertrude da Áustria (1210–1241). Casou-se com Henrique IV Raspe, Landgrave da Turíngia.
6. Frederico II da Áustria (25 de Abril de 1211 – 15 de Junho de 1246).
7. Constança da Áustria (6 de Abril de 1212 – 5 de Junho de 1243). Casou-se com Henrique III de Meissen.